# Orhan Djemal
Pour les articles homonymes, voir Djemal.
 (août 2022).
La mise en forme du texte ne suit pas les recommandations de Wikipédia : il faut le « wikifier ».
Les points d'amélioration suivants sont les cas les plus fréquents. Le détail des points à revoir est peut-être précisé sur la page de discussion.
- Les titres sont pré-formatés par le logiciel. Ils ne sont ni en capitales, ni en gras.
- Le texte ne doit pas être écrit en capitales (les noms de famille non plus), ni en gras, ni en italique, ni en « petit »…
- Le gras n'est utilisé que pour surligner le titre de l'article dans l'introduction, une seule fois.
- L'italique est rarement utilisé : mots en langue étrangère, titres d'œuvres, noms de bateaux, etc.
- Les citations ne sont pas en italique mais en corps de texte normal. Elles sont entourées par des guillemets français : « et ».
- Les listes à puces sont à éviter, des paragraphes rédigés étant largement préférés. Les tableaux sont à réserver à la présentation de données structurées (résultats, etc.).
- Les appels de note de bas de page (petits chiffres en exposant, introduits par l'outil «  Source ») sont à placer entre la fin de phrase et le point final[comme ça].
- Les liens internes (vers d'autres articles de Wikipédia) sont à choisir avec parcimonie. Créez des liens vers des articles approfondissant le sujet. Les termes génériques sans rapport avec le sujet sont à éviter, ainsi que les répétitions de liens vers un même terme.
- Les liens externes sont à placer uniquement dans une section « Liens externes », à la fin de l'article. Ces liens sont à choisir avec parcimonie suivant les règles définies. Si un lien sert de source à l'article, son insertion dans le texte est à faire par les notes de bas de page.
- La présentation des références doit suivre les conventions bibliographiques. Il est recommandé d'utiliser les modèles {{Ouvrage}}, {{Chapitre}}, {{Article}}, {{Lien web}} et/ou {{Bibliographie}}. Le mode d'édition visuel peut mettre en forme automatiquement les références.
- Insérer une infobox (cadre d'informations à droite) n'est pas obligatoire pour parachever la mise en page.

Pour une aide détaillée, merci de consulter Aide:Wikification.
Si vous pensez que ces points ont été résolus, vous pouvez retirer ce bandeau et améliorer la mise en forme d'un autre article.
Orhan Gueïdarovitch Djemal (12 novembre 1966 à Moscou, RSFSR, URSS - 30 juillet 2018, près de Sibut en République centrafricaine) est un journaliste de guerre et une personnalité publique russe.

## Biographie
Il est né le 12 novembre 1966 à Moscou dans la famille de Gueïdar Djemal et d'Elena Djemal, chrétienne orthodoxe, qui a été pendant la majeure partie de sa vie la régente de la chorale de l'église .
En 1984, il entre à l'Institut de prospection géologique de Moscou. En 1985-1987, il sert dans les troupes aéroportées de l'armée soviétique, dans la 39e brigade d'assaut aéroportée distincte (Khyrov, région de Lvov, RSS d'Ukraine). Après 1988, il poursuit ses études à l'Institut de prospection géologique de Moscou. La même année, il travaille à la télévision, tout d'abord comme administrateur, puis en tant que réalisateur du programme télévisé Health.
En 1990, après avoir obtenu son diplôme de l'institut, il est affecté dans la République socialiste soviétique autonome de Yakut, où il travaille dans la géologie de la Yakoutie en tant que chef du détachement et chef adjoint du parti jusqu'en 1993. En 1994, il est l'un des chefs de l'expédition cartographique Atlas, et dirige une équipe qui effectue l'exploration spéléologique et la cartographie volumétrique des grottes et des cavités souterraines d'origine anthropique.
En 1995, il travaille dans les journaux Vechernyaya Moskva, Vecherny Kuryer, Nezavisimaya Gazeta, Novaya Gazeta  (de juillet 2002 à novembre 2004), Versiya (de décembre 2004 à février 2007 ; dirigeant le département politique des deux derniers), est chroniqueur pour le magazine russe Newsweek, et collabore avec un certain nombre d'autres magazines et publications en ligne. Il travaille dans le Caucase du Nord, en Ossétie du Sud, en Afghanistan, en Irak, au Liban, en Syrie et en Arabie Saoudite.
En 2000, il est l'un des fondateurs de l'Union des journalistes religieux et, en 2003, l'un des fondateurs de l'Union musulmane des journalistes de Russie. En 2005, il devient le fondateur et le directeur exécutif de l'Agence pour les enquêtes journalistiques "le Comité d'Investigation" sous l'Union de journalistes de la Russie[pas clair].
En 2005, il est finaliste du concours pour le prix Artyom Borovik[Quoi ?].
Il est l'auteur du livre Chroniques de la guerre des cinq jours (2008) sur le conflit militaire russo-géorgien-ossète en août 2008. Durant cette guerre, Djemal accompagne le bataillon Vostok. En 2008, il reçoit la médaille du public Pour l'imposition de la paix.
En 2011, il travaille comme envoyé spécial et chroniqueur pour le journal Izvestiya,. Dans la nuit du 22 août 2011, Orhan Djemal est grièvement blessé à la jambe par le KPVT[Quoi ?] en Libye, lors des combats de Tripoli .
Il a souvent participé en tant qu'expert invité à des talk-shows sur diverses chaînes de télévision russes et a critiqué publiquement les autorités russes pour l'annexion de la Crimée et le conflit en Ukraine,. En 2013, il estime publiquement qu'un groupe de Caucasiens détenus à Moscou ne sont pas affiliés à Takfir wal Hijra. Lors du conflit dans l'est de l'Ukraine en août 2014, il participe à la libération d'un groupe de parachutistes de Kirovohrad en captivité près de Marioupol.
Il a défendu à plusieurs reprises le peuple tatar de Crimée[pas clair],.

### Décès
Il est tué le 30 juillet 2018, avec deux collègues - le réalisateur Alexander Rastorguev et le caméraman Kirill Radchenko - près de la ville de Sibut, en République centrafricaine, où, selon les médias[Lesquels ?], ils allaient tourner un film sur les activités du groupe Wagner en ce pays , et sur les mines d'or qui pourraient commencer à être exploitée par une société associée à Evgueni Prigojine .
Vendredi 3 août, les fidèles de la mosquée al-Aqsa à Jérusalem ont lu une prière pour les morts pour Orhan Djemal. Dans le complexe de la mosquée, une bannière a été accrochée avec une photographie de Djemal sur fond de sanctuaires islamiques et l'inscription : « Le journaliste russe Orhan Djemal, décédé en République centrafricaine, était un défenseur actif de la Palestine et de l'ensemble du monde islamique », ainsi qu'une citation du Coran : « Nous appartenons à Allah et retournons à lui ».
Il est enterré au cimetière Khovansky (ouest) à Moscou, section 1 (musulman).
En janvier 2022, la Russie déclare qu'elle cherche à obtenir la vérité dans l'enquête sur ce meurtre. Selon la chaîne de télévision Dozhd, Patriot PMC[Quoi ?] pourrait être impliqué dans la mort d'Ohan Djemal .
Le chef du TsUR, Mikhail Khodorkovski, a promis de compenser les frais de transport du corps de Djemal et d'autres journalistes morts. Cependant, selon le ministère russe des Affaires étrangères, le coût total était de 20 000 dollars, dont Khodorkovski n'a remboursé que 3 000 dollars ex post. euros.

## Famille
Il était marié , à Irina Gordienko, journaliste . Le journaliste a un fils, Mansur .

## Littérature
- Силантьев Р. А. 100 самых известных «русских мусульман». — Екатеринбург: Екатеринбургская епархия, Миссионерский отдел, 2016. — 216 с. — 500 экз.